# منتخب ألمانيا لكرة الأرض للسيدات
منتخب ألمانيا الوطني لكرة الأرض للسيدات (بالألمانية: Deutsche Floorballnationalmannschaft der Frauen)‏ هو ممثل ألمانيا الرسمي في المنافسات الدولية في كرة الأرض للسيدات.